# Partido Comunista del Trabajo de Turquía/Leninista
El Partido Comunista del Trabajo de Turquía/Leninista (en turco Türkiye Komünist Emek Partisi/Leninist o TKEP/L) es un partido comunista turco.

## Historia
Mientras que el TKEP había comenzado a orientarse hacia el trabajo legal, el TKEP/L quería continuar con la lucha armada. Y formó las LGB. El LGB lleva a cabo ataques ocasionales, pero no se involucra en una guerra de guerrillas regular.[cita requerida] La última acción importante del LGB fue el 19 de diciembre de 2000, cuando el LGB atacó una oficina del Partido de Acción Nacionalista en Estambul. Un miembro del MHP murió y tres resultaron heridos. El ataque fue en venganza por el asesinato de dos prisioneros del TKEP/L.
Durante la Guerra Civil Siria, dos combatientes del TKEP/L fallecieron en la Operación Rama de Olivo. Sinan Ateş y Taylan Demircioğlu.

## Organización
El ala juvenil del TKEP/L es la Liga de Jóvenes Comunistas 13 de marzo (13 Mart Genç Komünistler Birliği, en turco). Asimismo, el TKEP/L tiene también un brazo armado, las Unidades Guerrilleras Leninistas (Leninist Gerila Birliği en turco, abreviado como LGB).
El TKEP/L tiene una organización dentro de las prisiones turcas, y los prisioneros del TKEP/L han participado en huelgas de hambre convocadas por varios grupos revolucionarios.